# پاولوفکا (شهرستان ایشیمبایسکی، باشقیرستان)
پاولوفکا (انگلیسی: Pavlovka, Ishimbaysky District, Republic of Bashkortostan) یک شهرک در شهرستان ایشیمبایسکی استان باشقیرستان کشور روسیه است.